# Hruzke, Holovanivsk
Hruzke (în ucraineană Грузьке) este localitatea de reședință a comunei Hruzke din raionul Holovanivsk, regiunea Kirovohrad, Ucraina.

## Demografie
Componența lingvistică a localității Hruzke
     Ucraineană (98,25%)
     Rusă (1,66%)
     Alte limbi (0,09%)
Conform recensământului din 2001, majoritatea populației localității Hruzke era vorbitoare de ucraineană (98,25%), existând în minoritate și vorbitori de rusă (1,66%).